# Laura Motta
Laura Motta (14 ottobre 1957) è un'ex sciatrice alpina italiana.

## Biografia
Laura Motta fece parte della nazionale italiana negli anni 1970: agli Europei juniores di Mayrhofen 1975 vinse la medaglia di bronzo nella discesa libera, ai Campionati italiani vinse la medaglia di bronzo nella discesa libera nel 1975 e nello slalom gigante nel 1976 e in Coppa del Mondo gareggiò almeno fino al 1978, senza ottenere piazzamenti di rilievo. Non prese parte a rassegne olimpiche e non ottenne piazzamenti ai Campionati mondiali.

## Palmarès

### Europei juniores
- 1 medaglia[3]:
  - 1 bronzo (discesa libera a Mayrhofen 1975)

### Campionati italiani
- 2 medaglie[4]:
  - 2 bronzi (discesa libera nel 1975; slalom gigante nel 1976)